# Nimrod (Bijbels figuur)

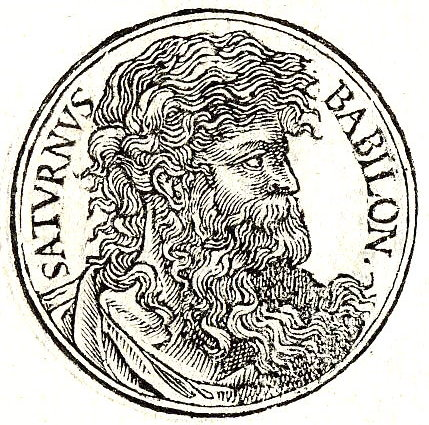
Nimrod volgens het Promptuarii Iconum Insigniorum

Nimrod (Hebreeuws:  נִמְרוֹדֿ, nimrôd, "de tegenstrever" of "de zich verontwaardigende") was volgens Genesis in de Hebreeuwse Bijbel een zoon van Kus en een achterkleinzoon van Noach (Genesis 10:1-8), "de eerste machthebber op aarde" (Genesis 10:8; 1 Kronieken 1:10) en "een geweldig jager, door niemand overtroffen" (Genesis 10:9).
De kern van zijn rijk werd gevormd door Babel, Uruk, Akkad en Kalne, in Sinear. Vanaf dat land trok hij naar Assyrië waar hij Ninive, Rechobot-Ir en Kalach bouwde, en ook de grote stad en Resen, tussen Nineve en Kalach. (Genesis 10:8-11)
Hiermee was hij volgens de traditie de eerste en tot op heden enige persoon die over de gehele mensheid heerste.

## Joodse traditie
Volgens de joodse overlevering was Nimrod de stichter van het Assyrische en Babylonische rijk. Naar hem zou de stad Nimrud aan de Tigris zijn vernoemd. In de rabbijnse literatuur was Semiramis de vrouw van Nimrod.

De Toren van Babel, schilderij van Pieter Bruegel. De koning op de voorgrond (linksonder) stelt waarschijnlijk Nimrod voor.

Hoewel Nimrod niet wordt genoemd in het verhaal over de toren van Babel in Genesis 11:1-9, bracht de joodse traditie hem hier al vroeg mee in verband.

## Mythologie
Historici proberen al lang een link te vinden tussen Nimrod en mythologische figuren uit andere culturen. Men suggereert dat Enmerkar of Marduk (Merodach) een mogelijke archetype voor Nimrod zou kunnen zijn.

## Scheldwoord
In het Engels is Nimrod ook een scheldnaam voor iemand die zich dom gedraagt. Ook de Turkse vertaling nemrut wordt als belediging gebruikt, als men iemand te onredelijk, egoïstisch en onderdrukkend vindt.